# Mission de Sorel-Tracy
Le Mission de Sorel-Tracy est une équipe de hockey sur glace qui évoluait dans la Ligue nord-américaine de hockey de Sorel-Tracy au Québec (Canada).

## Historique
L'équipe est créée à Sorel en 2004 après le déménagement du Mission de Saint-Jean. L'équipe est dissout en 2008. 

### Saisons en LNAH
Note : PJ : parties jouées, V : victoires, D : défaites, N : matchs nuls, DP : défaite en prolongation, DF : défaite en fusillade, Pts : Points, BP : buts pour, BC : buts contre, Pun : minutes de pénalité
| Saison    | PJ | V  | D  | N | DP | DF | Pts | Classement | Séries éliminatoires       |
| --------- | -- | -- | -- | - | -- | -- | --- | ---------- | -------------------------- |
| 2007-2008 | 52 | 20 | 27 | 0 | 2  | 3  | 45  | 7e place   | Défaite en quart de finale |
| 2006-2007 | 48 | 25 | 21 | 0 | 0  | 2  | 52  | 4e place   | Défaite en demi-finale     |
| 2005-2006 | 56 | 27 | 24 | 0 | 1  | 1  | 59  | 5e place   | Défaite en demi-finale     |
| 2004-2005 | 60 | 41 | 15 | 2 | 2  | 0  | 86  | 2e place   | Défaite en demi-finale     |